# 레기네 하이처
레기네 하이처(독일어: Regine Heitzer, 1944년 2월 16일 ~ )는 오스트리아의 피겨 스케이팅 선수이다. 1960년 동계 올림픽과 1964년 동계 올림픽에 참가했고 1964년 동계 올림픽 싱글 부문에서 은메달을 획득했으며, 1960년과 1965년 사이에 유럽 피겨 스케이팅 선수권 대회와 세계 피겨 스케이팅 선수권 대회에서 11개의 메달을 획득했다. 1967년에 프로로 전향했고 빈 아이스 가극단과 얼음 위의 휴일이라는 아이스쇼에서 활동했다. 1971년에 무릎 부상으로 은퇴했다.

## 대회 성적

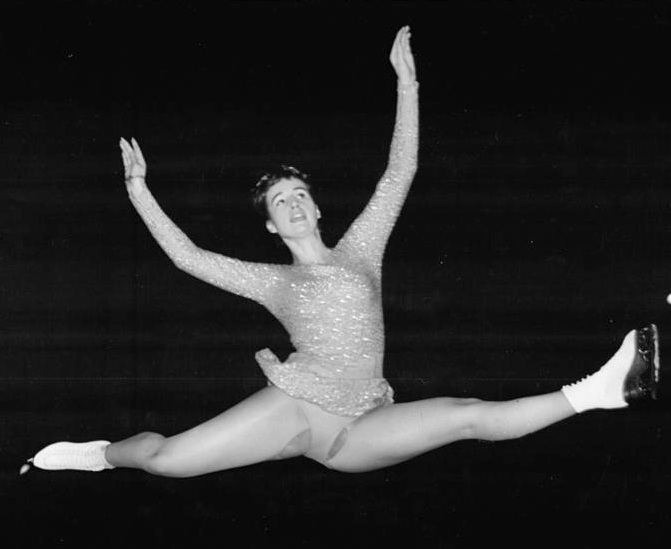
1962년 세계 선수권 대회 당시의 하이처

| Event            | 1958 | 1959 | 1960 | 1961 | 1962 | 1963 | 1964 | 1965 | 1966 |
| ---------------- | ---- | ---- | ---- | ---- | ---- | ---- | ---- | ---- | ---- |
| 동계 올림픽      |      |      | 7th  |      |      |      | 2nd  |      |      |
| 세계 선수권 대회 | 12th | 7th  | 4th  |      | 3rd  | 2nd  | 2nd  | 2nd  |      |